# 全国都道府県議会議長会
全国都道府県議会議長会（ぜんこくとどうふけんぎかいぎちょうかい）は、日本の都道府県議会議長による地方自治の協議会。

## 概要

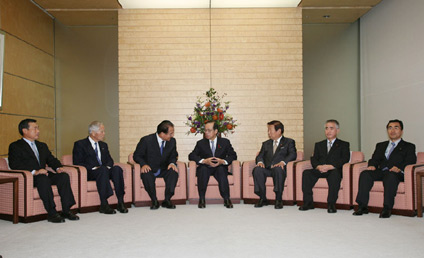
全国知事会など地方六団体の代表と内閣総理大臣との会談（2007年10月4日、首相官邸にて）

地方六団体の一つであり、他の全国知事会、全国町村会、全国市長会、全国市議会議長会、全国町村議会議長会と共に地方自治確立対策協議会を組織している。地方自治法第263条の3にある全国的連合組織として総務大臣に届出られた団体であり、地方自治に影響を与える事項について内閣、国会に意見書を提出できることとされている。

## 沿革
1922年に東京市下谷区上野で開催された平和博覧会に集まった8府県会議長が発起人となり全国道府県会議長会議設立のための会議が、1923年3月15日、16日にわたって東京で開催され、3月16日には設立総会が開かれ、道府県会議長会議規則案が全会一致で可決され道府県会議長会議設立された。設立時の構成は1道3府43県の議会議長。東京都が誕生し、1943年7月1日に名称が都道府県会議長会議長会と改称され、さらに、1948年5月6日に現在の全国都道府県議会議長会と改められた。

## 会員
全ての都道府県議会議長。

## 事務所所在地
東京都千代田区平河町2-6-3 都道府県会館5階

## 総会
定例総会と臨時総会がある。